# شهرستان الرجم
ناحیهٔ الرجم (به عربی: مدیریة الرجم) یک ناحیه در یمن است که در استان محویت واقع شده‌است.
ناحیهٔ الرجم ۷۵٬۷۰۸ نفر جمعیت دارد.